# Manólis Hiótis
Manólis Hiótis (en grec : Μανώλης Χιώτης, aussi romanisé Manolis Chiotis (romanisation anglo-saxonne) ou Manolis Xiotis (romanisation greeklish), était un musicien, compositeur et chanteur grec de rebetiko né le 21 mars 1920 à Thessalonique et décédé le 21 mars 1970 à Athènes le jour de ses 50 ans.
Joueur de bouzouki hors pair, il est l'inventeur du bouzouki moderne à huit cordes (deux fois quatre cordes) qui s'est imposé comme étant désormais la version la plus classique de l'instrument (le bouzouki était précédemment un instrument à six cordes). Sa carrière musicale est très liée à celle de Mairi Linda, chanteuse qui a prêté sa voix à un grand nombre de ses compositions.
De 1948 à 1967, il apparait dans une vingtaine de films grecs lors de scènes se déroulant aux bouzoukia, cafés musicaux grecs traditionnels. Mairi Linda l'accompagne très souvent lors de ces séquences. Parmi cette vingtaine de films se trouvent Le Furet (1962) et Certains l'aiment froid (1962).